# Großgräfendorf
Großgräfendorf is een plaats en voormalige gemeente in de Duitse deelstaat Saksen-Anhalt, en maakt deel uit van de Landkreis Saalekreis.
Großgräfendorf telt 469 inwoners.